# Elsendorf
Elsendorf település Németországban, azon belül Bajorországban. Lakosainak száma 2166 fő (2023. december 31.). Elsendorf Aiglsbach és Mainburg községekkel határos.

## Népesség
A település népessége az elmúlt években az alábbi módon változott:
| Lakosok száma | 1577 | 1145 | 1973 | 1984 | 2104 | 2138 | 2201 | 2147 | 2177 | 2166 |
|               | 1970 | 1975 | 2011 | 2012 | 2014 | 2015 | 2017 | 2019 | 2022 | 2023 |